# Shake Ya Tailfeather
Shake Ya Tailfeather è un brano musicale dei rapper Nelly, P. Diddy (Sean Combs) e Murphy Lee, estratto come singolo dall'album Bad Boys II Soundtrack del 2003. Il singolo ha raggiunto la vetta della classifica statunitense Billboard Hot 100, dando a Nelly il terzo numero uno della sua carriera, a P. Diddy il quarto, ed a Lee il primo. Il brano è stato incluso nell'album di Murphy Lee Murphy's Law.
Shake Ya Tailfeather ha vinto il Grammy Award alla miglior interpretazione di un gruppo o duo nel 2004.
Il titolo del brano deriva da Shake a Tail Feather, brano del 1963 composto da Andre Williams ed interpretato fra gli altri anche da Ike & Tina Turner.

## Tracce
US Promo
1. Shake Ya Tailfeather [Main Edit] 4:57
2. Shake Ya Tailfeather [Instrumental] 4:45

Europe Promo
1. Shake Ya Tailfeather [Radio Edit] 4:02
2. Shake Ya Tailfeather [Album Version] 4:57

Europe Single
1. Shake Ya Tailfeather [Radio Edit] 4:02
2. Shake Ya Tailfeather [Album Version] 4:57
3. Loon - Relax Your Mind 4:19

Europe Vinyl, 12"
Lato A
1. Shake Ya Tailfeather (Main)

Lato B
1. Shake Ya Tailfeather (Instrumental)
2. Shake Ya Tailfeather (Single Version)

## Classifiche
| Classifica (2003)                    | Posizione |
| ------------------------------------ | --------- |
| U.S. Billboard Hot 100               | 1         |
| U.S. Billboard Hot R&B/Hip-Hop Songs | 3         |
| U.S. Billboard Hot Rap Songs         | 1         |
| Australia                            | 3         |
| Canada                               | 14        |
| Official Singles Chart               | 10        |
| Svizzera                             | 10        |
| Austria                              | 29        |
| Paesi Bassi                          | 21        |
| Belgio (Vallonia)                    | 22        |
| Belgio (Fiandre)                     | 39        |
| Svezia                               | 17        |
| Norvegia                             | 7         |
| Danimarca                            | 9         |
| Italia                               | 19        |
| Nuova Zelanda                        | 3         |